# Neukelheim
Neukelheim [nɔɪ̯ˈkeːlhaɪ̯m] ist eine Gemarkung im Landkreis Kelheim.
Die Gemarkung mit nur einem Gemarkungsteil liegt im Gebiet der Gemeinde Ihrlerstein.

## Geschichte
Bis zum Jahresende 1934 bestand die Gemeinde Neukelheim. Aus ihr und der Gemeinde Walddorf entstand zum 1. Januar 1935 als Neubildung die Gemeinde Ihrlerstein.
Die Gemeinde Neukelheim im Bezirksamt Kelheim hatte 1925 eine Fläche von 377 Hektar und 703 Einwohner. Davon lebten 680 im Dorf Neukelheim und 23 in der damals aus zwei Wohngebäuden bestehenden Einöde Ihrlerstein. Beide Orte gehörten damals zur katholischen Pfarrei Ihrlerstein und dem Sprengl der Schule in Neukelheim. In der Zeit zwischen 1840 und 1933 schwankte die Einwohnerzahl der Gemeinde zwischen 624 (1880) und 790 (1933).